# Hans Peter Hansen
Den här sidan handlar om illustratören Hans Peter Hansen. För politikern, se Hans Peter Hansen (politiker).
Hans Peter Hansen, född 20 december 1829 i Köpenhamn, död 18 november 1899 i Frederiksberg, Danmark, var en dansk xylograf.
Han var son till specerihandlaren Peter Hansen och Ane Marie Sørensen samt från 1859 gift med Clara Aurelia Sophie Langer. Hansen var verksam som xylograf i Danmark och Tyskland och var under sin livstid känd för sin höga tekniska standard på sina arbeten. Tack vare sin höga kvalité på utförda arbeten anlitades han av flera olika förlag runt om i Europa. För Norstedts förlag utförde han flera xylograferingar till praktverket Svenska målares taflor. Träsnitt efter målningar af konstnärer under Konung Carl XV:s tid utgiven 1875.